# Szczęśliwe oszukanie
Szczęśliwe oszukanie (wł. L'inganno felice) – jednoaktowa opera semiseria Gioacchina Rossiniego do libretta napisanego przez Giuseppe Maria Foppa. Premiera odbyła się 8 stycznia 1812 roku w Teatro San Moisè w Wenecji z udziałem dwójki wybitnych śpiewaków: Teresy Belloc-Giorgi (kontralt) i Filippo Galli (bas). To trzecia prezentowana opera Rossiniego (po Wekslu małżeńskim i Dziwacznym nieporozumieniu) i druga z cyklu weneckich jednoaktówek. Był to jego pierwszy duży sukces.

## Historia powstania opery

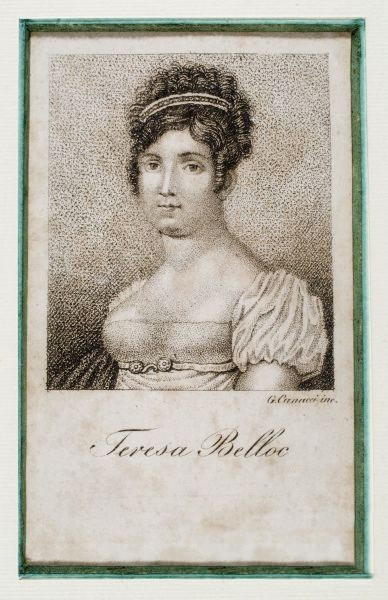
Teresa Belloc-Giorgi - pierwsza odtwórczyni roli Isabelli

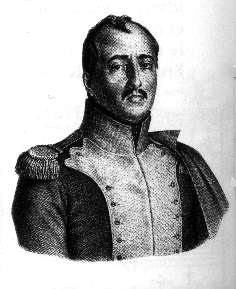
Filippo Galli - pierwszy odtwórca roli Batone

Po skandalu związanym z zawieszeniem przez cenzurę spektakli opery Dziwaczne nieporozumienie w Bolonii,  Rossini otrzymał nowe zamówienie z Wenecji. Tam pamiętano jeszcze dobre przyjęcie Weksla małżeńskiego i powierzono mu napisanie kolejnej opery. Tekstu dostarczył zawodowy librecista wenecki Giuseppe Maria Foppa. Przyjęcie Szczęśliwego oszukania przez publiczność było entuzjastyczne i bardzo szybko opera była wystawiana w innych włoskich i zagranicznych teatrach. Wydrukowano też partyturę, co było wówczas rzadkim przypadkiem. 
28 marca 1813 odbyła się premiera w teatrze San Benedetto w Wenecji. 30 listopada 1818 roku w teatrze San Luca w Wenecji (obecnie Carlo Goldoni Theatre of the Veneto). 13 maja 1819 roku odbyła się premiera w Théâtre-Italien w Paryżu z udziałem Giuseppiny Ronzi de Begnis i Marco Bordogniego. 31 lipca pokazano operę w Teatro degli Avvalorati w Livorno, a 27 listopada w Teatro San Giovanni Grisostomo w Wenecji. 26 stycznia 1831 roku premiera odbyła się w Teatro San Carlo w Neapolu z udziałem Antonio Tamburiniego i Michele Benedetti (bas), a 3 czerwca w Teatro della Canobbiana w Mediolanie z udziałem Clorinda Corradi i Giuseppe Frezzoliniego. 23 września 1834 roku premiera odbyła się w Teatro Nuovo Ducale (obecnie Teatro Regio di Parma) w Parmie. Opera zawędrowała też do innych krajów - do Chile, Stanów Zjednoczonych, Niemiec.
Jednak po początkowym sukcesie dzieło  przyćmione zostało przez inne, bardziej znane opery buffa (Cyrulik sewilski, Kopciuszek, Włoszka w Algierze ...), a także dlatego, że w przeciwieństwie do innych fars, jej temat był bardziej dramatyczny, niemal tragiczny. Tło opowieści i próba samobójstwa księcia to tematy, które później pojawią się w Zygmuncie (także z librettem Foppy). Obecnie jest najrzadziej prezentowaną z pięciu weneckich fars (Weksel małżeński, Szczęśliwe oszukanie, Jedwabna drabinka, Okazja czyni złodzieja i Signor Bruschino).
W Polsce Szczęśliwe oszukanie wystawiono w Teatrze Narodowym W Warszawie 11 lutego 1820 r. Wędrowny Zespół Kazimierza Skibińskiego przedstawił operę w kilku polskich miastach w 1826 roku: w Krakowie; Poznaniu i Kaliszu.

## Współczesne przedstawienia
W XX wieku przypomniano sobie o operze w Rzymie w latach 1952/53, a następnie w 1954 r. w Bolonii, Neapolu (RAI, 1963/64), Palermo (1968), Buenos Aires (1969), Wexford i Birmingham (1970), Neapol (RAI, 1972), Pesaro (Rossini Opera Festival 1980), Menton (1991), Narni (1992) oraz w 1994 roku Werona i (ponownie) Pesaro. W latach 90. cykl przedstawień odbył się w północnych Włoszech, w Niemczech w 2002 roku w Karlsruhe i na ponowne otwarcie Kurtheater w Bad Wildbad w 2005 roku.

## Treść
Główny wątek opery przedstawia się następująco: minister księcia próbuje uwieść jego żonę. Ta go odrzuca, a on odtrącony mści się. Zarzuca jej zdradę małżeńską. Skazana na śmierć księżna musi uchodzić. Ukrywa się wśród ludu, do czasu aż jej niewinność zostanie udowodniona a nikczemny minister ukarany. 
Tarabotto, który pracuje w kopalni, spaceruje po plaży i znajduje nieprzytomną kobietę leżącą na ziemi. Zabiera ją do domu, aby jej pomóc i podaje ją jako swoją siostrzenicę Nisa. Nisa to naprawdę księzna Isabella. Odzyskuje pamięć, gdy znajduje portret księcia w swoich rzeczach.  Ujawnia wtedy powód, dla którego Tarabotto znalazł ją w tym niefortunnym stanie. Ormondo, przyjaciel księcia, usiłował ją uwieść, a gdy odmówiła, zemścił się, oczernił ją i wrzucił do morza korzystając z pomocy sługi Batone.
Przypadkowo książę przemieszcza się obok kopalni ze swoją armią i spotyka Tarabotto i jego „siostrzenicę”. Zauważył podobieństwo siostrzenicy do żony i chce z nią porozmawiać. Isabella nie odważyła się wyjawić prawdy, ponieważ jej prześladowca Ormondo był jednym z żołnierzy towarzyszących księciu. Ormondo, obawia się, że siostrzenica Tarabotto jest tak naprawdę Isabellą. Chcąc ukryć swoją zbrodnię, próbuje zmusić Nisę do odejścia, ale mu się to nie udaje. Tarabatto i książę, który został zaalarmowany, przyłapują Ormondo, gdy wyznaje zbrodnię swojemu słudze Batone. Isabella pojawia się w sukience, którą miała na sobie w dniu napadu. 

## Numery muzyczne
- Uwertura/Sinfonia
- Nr 1. Wprowadzenie i duet (Isabella, Tarabotto): „Cosa dite!” (Scena 1)
- Nr 2. Aria (Bertrando): „Qual tenero diletto” (scena 2)
- Nr 3. Aria (Batone): „Una voce m’ha colpito” (scena 5)
- Nr 4. Trio (Bertrando, Tarabotto, Isabella): „Se la miro sembra quella” (scena 8)
- Nr 5. Aria (Ormondo): „Tu mi conosci” (scena 10)
- Nr 6. Duet (Batone, Tarabotto): „Và taluno mormorando” (scena 11)
- Nr 7. Aria (Isabella): „Se pietade in seno avete” (scena 13)
- Nr 8. Finał: „Tacita notte oscura” (scena 16)[3].